# Omocrates pseudoplacidus
Omocrates pseudoplacidus är en skalbaggsart som beskrevs av Schein 1958. Omocrates pseudoplacidus ingår i släktet Omocrates och familjen Melolonthidae. Inga underarter finns listade i Catalogue of Life.